# بابارار (مقاطعة ديواندرة)
بابارار (بالفارسية: بابارار) هي قرية تقع في قسم قراتورة الريفي (مقاطعة ديواندرة) في إيران. يقدر عدد سكانها بـ 160 نسمة بحسب إحصاء 2016.